# Masanów
Masanów – wieś w Polsce położona w województwie wielkopolskim, w powiecie ostrowskim, w gminie Sieroszewice. Leży ok. 18 km na wschód od Ostrowa Wielkopolskiego.
| SIMC    | Nazwa   | Rodzaj    |
| ------- | ------- | --------- |
| 0208309 | Młynik  | część wsi |
| 1007560 | Rachuta | część wsi |
| 1007576 | Spalony | część wsi |
| 1007582 | Urban   | część wsi |
| 1007599 | Zawicki | część wsi |

Z Masanowem związany był rzeźbiarz ludowy Paweł Bryliński.
Miejscowość przynależała administracyjnie przed rokiem 1887 do powiatu odolanowskiego, w latach 1975-1998 do województwa kaliskiego, a w latach 1887–1975 i od 1999 do powiatu ostrowskiego.
W Masanowie funkcjonuje szkoła podstawowa. Placówka mieści się przy ul. Lipowej 40.